# Gaspare Ambrosini
Gaspare Ambrosini (Favara, 24 ottobre 1886 – Roma, 17 agosto 1985) è stato un politico, magistrato e costituzionalista italiano.
Esponente della Democrazia Cristiana, viene considerato uno dei padri della Costituzione Italiana per averla plasmata sui principi di libertà e democrazia e per avere introdotto lo schema “regioni-province-comuni”. Artefice indiscusso dello Statuto Autonomistico Siciliano per la sua elaborazione teorica della autonomia regionale siciliana. Muore quasi centenario il 17 agosto 1985 a Roma.

## Biografia

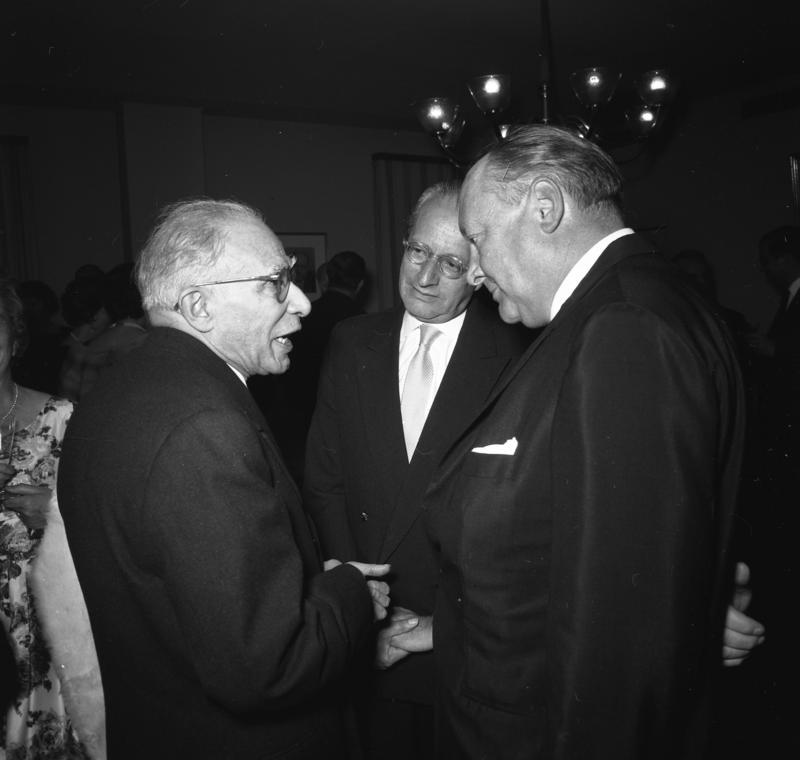
Ambrosini, a sinistra, nel 1962 a Bonn con ministri tedeschi

### L'adolescenza
Gaspare Ambrosini nacque a Favara il 24 ottobre 1886 e venne battezzato nella chiesa del Carmine il giorno stesso. In quel periodo il contesto socioeconomico della città di Favara era degradato. Le leggi dello stato del 1862 e 1867 ne avevano incrementato la povertà. Venne educato da sua madre, un'educatrice, e da suo padre, ufficiale dell'Arma, consolidando l'amore per la legalità, il diritto, la giustizia, la ricerca e lo studio.
Gaspare Ambrosini iniziò il suo percorso di studio a 3 anni, frequentando le scuole elementari maschili di Favara. Frequentò le due classi ginnasiali e le tre liceali presso il Liceo Classico Empedocle situato in Agrigento. Per rassicurare la sua famiglia riguardo alle sue condizioni e dimostrare rispetto e devozione nei loro confronti, inviò loro delle lettere. In queste lettere aggiornava i suoi familiari riguardo alle proprie vicissitudini.
Il 27 dicembre 1907, alla morte del padre Giovanni Battista, la famiglia affrontò una crisi economica poiché il solo stipendio della madre Carmela non era sufficiente per sostenere la famiglia. Gaspare Ambrosini gestì l'Esattoria Comunale per successione di suo padre dal 1907 al 1909, permettendo alla madre di continuare a mantenere i figli agli studi. Gaspare frequentò l'Università degli Studi di Napoli Federico II, dove si laureò a 21 anni. Presentò una tesi di 448 pagine dedicate “Alla sacra memoria del padre” dal titolo Diritto ecclesiastico francese odierno, elaborata sotto la guida del professore di diritto ecclesiastico, Francesco Scaduto, di cui in seguito Ambrosini sposò la figlia Francesca. La sua tesi venne pubblicata dalla stessa Università di Napoli nel 1909 presso Luigi Pierro Editore, costituendo la sua prima importante pubblicazione. 
Il 22 gennaio 1910 passò al tribunale come giudice. Durante la sua esperienza professionale a Torino scrisse il primo dei due volumi Trasformazione delle persone giuridiche. Diritto Romano Canonico e degli ex Stati Italiani Il 29 gennaio 1910 venne chiamato come segretario al Ministero della Giustizia a Roma, dove ampliò la sua cultura presso la biblioteca e si riconnesse con i fratelli Vittorio e Antonio. 

### La carriera accademica
A 25 anni Ambrosini vinse il concorso di professore ordinario presso la cattedra di Diritto ecclesiastico e venne assegnato all’Università degli Studi di Messina, abbandonando i suoi studi in legislazione. Fra il 1911 e il 1917 pubblicò il secondo volume "Trasformazione delle persone giuridiche. Diritto Moderno". In quel periodo scrisse: “Estinzione della personalità giuridica delle confraternite trasformate” (Utet, Torino 1914); “Le opere pie del culto del diritto italiano” (Ed. Novene, Napoli, 1915); “Mazzini, Marx e l’internazionale socialista” (Colletti, Campobasso, 1917); e altri importanti articoli apparsi in riviste specializzate quali “La rivista di diritto pubblico”; “Giurisprudenza Italiana” e “Nuova Rassegna”.
Interruppe la sua professione di insegnante per arruolarsi volontariamente nella Prima Guerra Mondiale nonostante la visita di leva a cui era stato sottoposto lo avesse dichiarato “inidoneo per insufficienza toracica, e deviazione della colonna vertebrale”. Si arruolò come ufficiale di artiglieria per ricongiungersi con i suoi fratelli che erano già sul fronte. L’esperienza militare di Gaspare fu dolorosa e segnò profondamente il suo animo. Alla conclusione della guerra maturò tre convincimenti che esternò più volte nei libri, nelle conferenze e nelle conversazioni: i nazionalismi si superano con la costruzione dell’Unione Europea; i conflitti fra popoli non si risolvono con le guerre, ma con le trattative diplomatiche; la pace è il bene più prezioso che un uomo possa avere.
Nel 1919 venne chiamato all’Università degli Studi di Palermo a ricoprire la cattedra di Diritto costituzionale, ma questo non impedì la sua partecipazione alla conferenza di Versailles al seguito di Vittorio Emanuele Orlando. Con l’avvento del fascismo, Ambrosini continuò ad insegnare presso la sua cattedra e sostenne calorosamente il regime in più occasioni; scrive infatti Manuel J. Peláez:
(Manuel J. Peláez)
Nel 1936 gli venne affidata la carica di insegnare Diritto coloniale dall’Università degli Studi di Roma e nel 1953 divenne titolare della cattedra di Diritto costituzionale, succedendo a Vittorio Emanuele Orlando. La caduta del fascismo permise ad Ambrosini di dare il proprio contributo all’Italia antifascista, mettendo a disposizione il proprio sapere giuridico per ricostruire la democrazia del paese. Identificò il “sistema proporzionale” come miglior sistema elettorale democratico rappresentativo.

### L'attività parlamentare
Il 2 giugno 1946 Ambrosini venne eletto plebiscitariamente deputato dell'Assemblea Costituente. Dal 15 giugno 1946 al 31 gennaio 1948 si iscrisse al gruppo parlamentare politico e fu componente dei seguenti organi parlamentari: Commissione per la Costituzione (19 luglio 1946 - 31 gennaio 1948); seconda Sottocommissione (19 luglio 1946 - 31 gennaio 1948); Comitato di redazione (19 luglio 1946 - 31 gennaio 1948); Commissione speciale per l’esame del disegno di legge costituzionale che proroga il termine di otto mesi durante la durata dell’assemblea costituente (19 febbraio 1947 - 31 gennaio 1948); Commissione speciale per gli esami delle leggi elettorali (5 maggio 1947 - 31 gennaio 1948); Commissione speciale per l’esame del disegno di legge che detta norme per la limitazione temporanea del diritto di voto ai capi responsabili del regime fascista (25 giugno 1946 - 31 gennaio 1948).
Il 18 aprile 1948 Ambrosini venne eletto al Parlamento Nazionale alla Camera dei Deputati nel collegio di Sicilia Orientale. In seguito, venne eletto alla presidenza della Commissione Legislativa per gli Affari Esteri cinque volte consecutive fino al 1953. In questo periodo, Ambrosini continuò ad insegnare regolarmente. Alle elezioni politiche del 1953 Ambrosini non venne rieletto, e Guglielmo Negri giustificò la sconfitta attribuendone la colpa alla mafia.

### Giudice dell'Alta Corte Siciliana e Presidente della Corte Costituzionale
Nel 1954 venne nominato giudice dell’Alta Corte Siciliana. Il 5 novembre 1955 Gaspare Ambrosini venne eletto I Giudice della Corte Costituzionale. Prestò giuramento il 15 dicembre, stessa data in cui iniziò il suo mandato a palazzo della Consulta. Il 20 ottobre del 1962 Gaspare Ambrosini venne eletto Presidente della Corte Costituzionale, carica che ricoprì fino al 12 ottobre 1966. Il suo mandato da Presidente, durato oltre 5 anni, è stato il più lungo della storia.

### La morte
Morì quasi centenario a Roma il 17 agosto 1985. 
La sua produzione scientifica è ancora considerata una importante pietra miliare del diritto costituzionale specie per gli studi di diritto comparato. Ha scritto oltre 100 pubblicazioni di diritto pubblico e di politica sociale, fra le quali si ricorda Partiti politici e gruppi parlamentari dopo la proporzionale (1921). 
Donò i libri della sua biblioteca all'Università degli Studi di Palermo. A Favara gli è stata intitolata una scuola e una villa, a Roma una piazza.

## Opere principali
Ambrosini oltre alle opere accademiche, ha scritto vari testi di carattere storico-politico:
- Il partito fascista e lo stato (1934)
- Autonomia regionale e federalismo (1946)
- Sistemi elettorali (1946)
- Questioni costituzionali e politica estera dal 1948 al 1953 (1954)
- L'ordinamento regionale - La riforma regionale nella Costituzione italiana (1957)
- La costituzione italiana (1977)